# متلازمة الأماكن الشاهقة

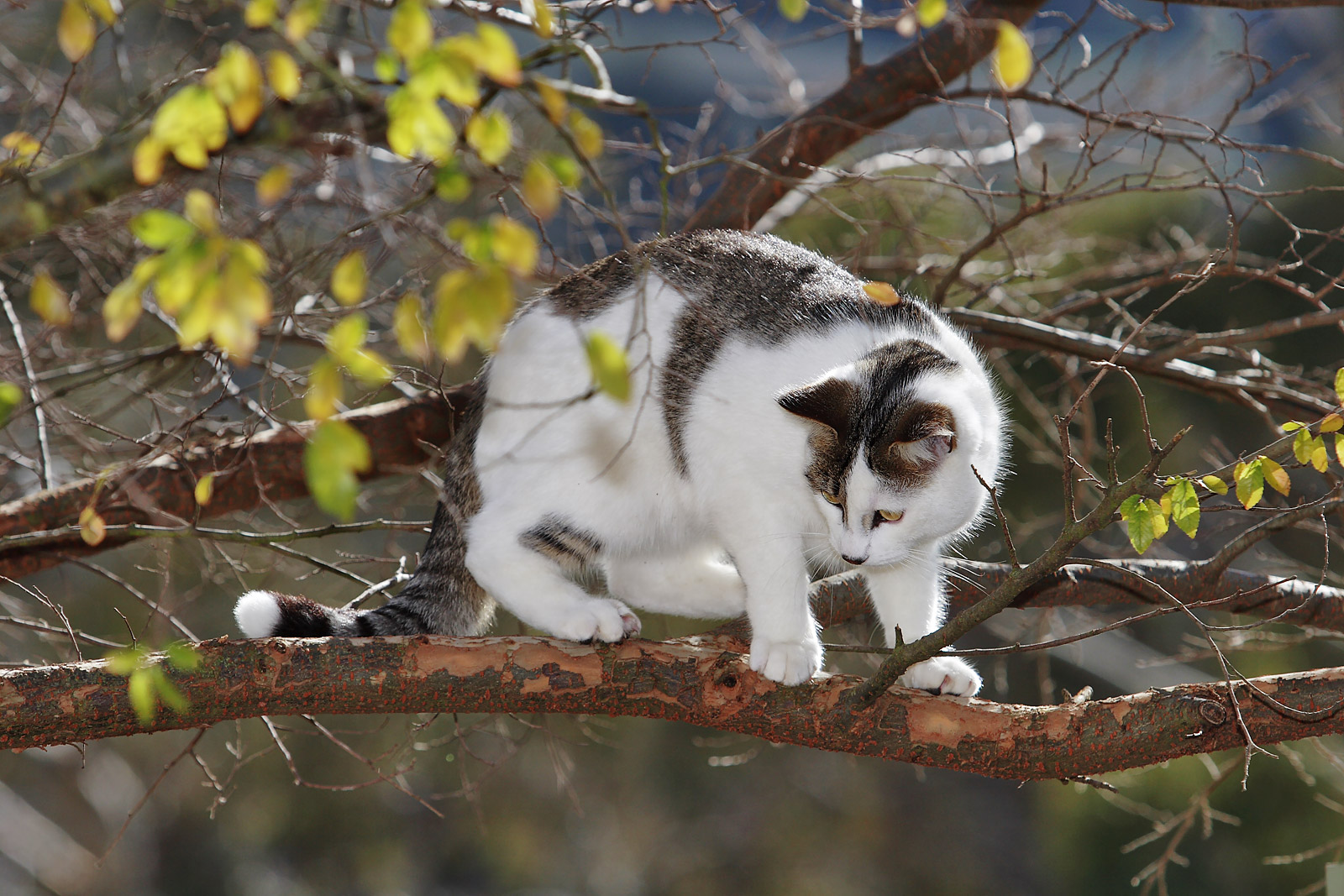
القطط تنجذب بشكل طبيعي للأماكن المرتفعة.

متلازمة الأماكن الشاهقة هي ظاهرة للقطط التي تسقط من أعلى من طابقين(7-9متر) (23-3قدم)، وهذا عادة في المباني وناطحات السحاب والتي تدل للإشارة أيضاً على إصابات مستمرة قد
لحقت القطط عند سقوطها من إرتفاع كبير.

## الإصابات المستمرة عند سقوط القطط
الإصابات المستمرة الشائعة لدى القطط عند سقوطها تتضمن:
- كسور في العظام، وعلى الأرجح عظام الفك وذلك عندما يرتطم ذقن القط بالأرض وكسور في عظام الفك وتحطم في الأسنان وهي علامات كلاسيكية لإصابات القطط عند سقوطها.
- إصابات في الساقين والمفاصل وتمزق الأوتار وإصابة الرباط وكسر في الساقين.
- إصابات داخلية خاصة في الرئتين.[1]

الدراسات التي أجريت من القطط على عند سقوطها من طابقين إلى 32 طابقين وهي لاتزال على قيد الحياة وعند إحضارها إلى العيادات البيطرية تبين أن معدل بقاءها على قيد الحياة بنسبة 90٪؜ من الذين تم معالجتهم..
جريت دراسة في عام 1987 وقيل بأن القطط التي تسقط من أقل من ستة طوابق وهي لاتزال على قيد الحياة تعاني من إصابات بالغة أكثر من القطط التي تسقط من أكثر من ستة طوابق.. ولقد تم اقتراح حدوث ذلك والسبب بأن القطط تصل إلى السرعة سقوط نهاية سرعة سقوط نهائية وذلك  بعد تصحيح نفسها ( انظر أدناه ) في حوالي خمسة طوابق وبعد هذه النقطة لا يتعجلون في السقوط وذلك مما يجعلوهم يسترخون، ومما يؤدي إلى إصابات أقل حدة من القطط الذين سقطوا من أقل من ستة طوابق،. وتفسير آخر محتمل لهذه الظاهرة بأن القطط التي تموت من السقوط تكون أقل إحتمالية بأن يتم إحضاره إلى الطبيب البيطري من القطط المصابة وبالتالي العديد من القطط قتلت بسبب السقوط من مباني عالية ولم يتم التحدث بشأنها في الدراسة.
دراسة مؤخراً تقول بأنه تم ملاحظة القطط التي تسقط من أماكن مرتفعة تعاني من إصابات أكثر خطورة من القطط التي تتحمل السقوط من أي مكان.

## التصحيح
عند السقوط من مكان مرتفع تستطيع القطط الإلتواء بجسدها بشكل انعكاسي وتصحيح نفسها وذلك باستخدام حس التوازنالحاد والمرونة وهذا ما يعرف «المنعكس التقويمي للقط». وسيكون الإرتفاع المطلوب لمعظم القطط (بأمان) حوالي 90 سم و(3.0 قدم).
ومع ذلك حصل جدال بأن بعد الوصول للسرعة النهائية، ستحرك القطط أطرافها أفقياً بحيث يترطم جسدها الأرض أولاً تخمن الدراسة في عام 1987 أن يتم ذلك بعد السقوط من خمسة طوابق لضمان وصول القط للسرعة النهائية بعد الاسترخاء وتمديد جسده لترفع من تحسين وضعه بنفسه. السحب.

## لماذا القطط تسقط من أماكن مرتفعة
القطط تملك إعجاب طبيعي للمرتفعات. إذا كان القط متشتت الإنتباه بفريسة محتملة أو إذا كان نائماً وسقط إذا حدث ذلك في شجرة وعلى سبيل المثال: غالباً ما يستطيع القط إنقاذ نفسه وذلك بالتمسك بمخالبة. العديد من مواد البناء مثل الخرسانة والمعدن المطلي لا تسمح للقط التمسك به بنجاح

## روابط خارجية
- فيديو يوضح كيف تهبط القطط دائمًا على أقدامها (nationalgeographic.com)
- مقال إخباري من petplace.com نسخة محفوظة 21 فبراير 2015 على موقع واي باك مشين.